# Embelia adnata
Embelia adnata là một loài thực vật có hoa trong họ Anh thảo. Loài này được Bedd. ex C.B.Clarke mô tả khoa học đầu tiên năm 1882.